# Campionats del món de ciclisme de muntanya de 1990
Els Campionats del món de ciclisme de muntanya de 1990 van ser la 1a edició dels Campionats del món de ciclisme de muntanya organitzats per la Unió Ciclista Internacional. Les proves tingueren lloc del 14 al 15 de setembre de 1990 a Durango (Colorado) als Estats Units d'Amèrica.

## Resultats

### Camp a través
| Proves  | Or                 | Plata                     | Bronze               |
| Masculí | Ned Overend (USA)  | Thomas Frischknecht (SUI) | Tim Gould (GBR)      |
| Femení  | Juli Furtado (USA) | Sara Ballantyne (USA)     | Ruthie Matthes (USA) |

### Descens
| Proves         | Or                 | Plata               | Bronze                |
| Masculí        | Greg Herbold (USA) | Mike Kloser (USA)   | Paul Thomasberg (USA) |
| Femení         | Cindy Devine (CAN) | Elladee Brown (CAN) | Penny Davidson (USA)  |
| Masculí júnior | Joey Irwin (USA)   | David Hemming (GBR) | Dwayne Norris (AUS)   |

## Medaller
| Pos.  | País         | Or | Plata | Bronze | Total |
| 1     | Estats Units | 4  | 2     | 3      | 9     |
| 2     | Canadà       | 1  | 1     | 0      | 2     |
| 3     | Regne Unit   | 0  | 1     | 1      | 2     |
| 4     | Suïssa       | 0  | 1     | 0      | 1     |
| 5     | Austràlia    | 0  | 0     | 1      | 1     |
| Total | Total        | 5  | 5     | 5      | 15    |